# Dam That River
Dam That River é a segunda faixa do álbum de Dirt (1992) da banda de rock americana Alice in Chains. Foi escrita pelo guitarrista e vocalista Jerry Cantrell. É uma das canções que não se encontra no semi-conceito sobre vício, presente a partir de "Junkhead". 
Cantrell, sobre a canção, do encarte do box-set Music Bank de 1999: 
| “ | É sobre aquela briga que eu tive com Sean [Kinney]. Eu escrevi sobre ele "...I kicked you in the face" ["eu te chutei na cara"] o que, é claro, eu não fiz porque eu não pude. Eu estava sendo um pirralho imaturo e eu basicamente mereci o que eu ganhei. Foi por causa de uma carona, eu fiquei enchendo o saco dele por uma carona até que ele ficou tão bravo que ele pegou a mesinha de centro e quebrou-a na minha cabeça! Minha retaliação foi escrever esta canção! | ” |